# Sabine Kastner

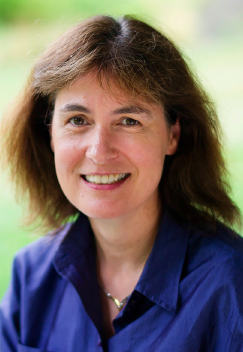
Sabine Kastner

Sabine Kastner (* 21. Januar 1964 in Hannover) ist eine Neurowissenschaftlerin. Sie ist Professorin für Psychologie am Princeton Neuroscience Institute der Princeton University.

## Leben
Kastner lehrt und forscht auf dem Gebiet der Kognitiven Neurowissenschaft.
Bevor sie Professorin an der Princeton University wurde, studierte und forschte sie bei Otto Creutzfeldt, Leslie Ungerleider und Robert Desimone.
Ihr Forschungsgebiet liegt unter anderem auf dem Gebiet der Mechanismen der visuellen Aufmerksamkeit. Dabei kommen auch Methoden der intrakraniellen Elektroenzephalographie (EEG) bei Menschen und Tieren zum Einsatz. Sie entdeckte, dass die Aufmerksamkeit zwischen hochfokussiert und unfokussiert in Rhythmen von 125 bis 250 Millisekunden schwankt. Dieses Forschungsergebnis wird unter anderem in dem Aufsatz von Weitin, Thomas „Der explizite Leser“ in: Zeitschrift für Literaturwissenschaft und Linguistik 54.2 (2024): 285–299 auf den Seiten 291 ff. verständlich beschrieben.
Sabine Kastner gehört derzeit (2023) dem Expertengremium des Wissenschaftsrates zur Exzellenzstrategie des Bundes und der Länder an.
Sie ist derzeit (2023) Editor-in-Chief der Zeitschrift Journal of Neuroscience.

## Schriften
- Sabine Kastner, Leslie G. Ungerleider: Mechanisms of visual attention in the human cortex. In: Annual Review of Neuroscience. Band 23, 2000, S. 315–341, doi:10.1146/annurev.neuro.23.1.315, PMID 10845067 (englisch).
- Sabine Kastner, Leslie G. Ungerleider: The neural basis of biased competition in human visual cortex. In: Neuropsychologia. Band 39, Nr. 12, 2001, S. 1263–1276, doi:10.1016/S0028-3932(01)00116-6 (englisch).
- Michael S. A. Graziano, Sabine Kastner: Human consciousness and its relationship to social neuroscience: A novel hypothesis. In: Cognitive Neuroscience. Band 2, Nr. 2, 1. Januar 2011, S. 98–113, doi:10.1080/17588928.2011.565121 (englisch).
- Sabine Kastner: Neuronale Repräsentation selektiver Aufmerksamkeit beim Menschen. In: Hans-Otto Karnath, Hans-Peter Thier (Hrsg.): Kognitive Neurowissenschaften (= Springer-Lehrbuch). Springer, Berlin/Heidelberg 2012, ISBN 978-3-642-25527-4.
- Anna Christina Nobre (Kia), Sabine Kastner (Hrsg.): The Oxford Handbook of Attention. Oxford Academic, 2014, doi:10.1093/oxfordhb/9780199675111.001.0001 (englisch, Online Edition).
- T. J. Buschman, S. Kastner: From behavior to neural dynamics: An integrated theory of attention. Neuron 88, 127–144 (2015). doi:10.1016/j.neuron.2015.09.017.
- Halassa, M.M., Kastner, S.: Thalamic functions in distributed cognitive control. Nat Neurosci 20, 1669–1679 (2017). https://doi.org/10.1038/s41593-017-0020-1.
- Josef Parvizi, Sabine Kastner: Promises and limitations of human intracranial electroencephalography. In: Nature Neuroscience. Band 21, 2018, S. 474–483, doi:10.1038/s41593-018-0108-2 (englisch).
- Randolph F. Helfrich, Ian C. Fiebelkorn, Sara M. Szczepanski, Jack J. Lin, Josef Parvizi, Robert T. Knight, Sabine Kastner: Neural Mechanisms of Sustained Attention Are Rhythmic. In: Neuron. Band 99, Nr. 4, 2018, S. 854–865.e5, doi:10.1016/j.neuron.2018.07.032 (englisch).
- Ian C. Fiebelkorn, Mark A. Pinsk, Sabine Kastner: The mediodorsal pulvinar coordinates the macaque fronto-parietal network during rhythmic spatial attention. In: Nature Communications. Band 10, 2019, 215, doi:10.1038/s41467-018-08151-4 (englisch).
- Ian C. Fiebelkorn, Sabine Kastner: A rhythmic theory of attention: sampling versus shifting. In: Trends in Cognitive Sciences. Band 23, 2019, S. 87–101, doi:10.1016/j.tics.2018.11.009 (englisch).
- Ian C. Fiebelkorn, Sabine Kastner: Functional Specialization in the Attention Network. In: Annual Review of Psychology. Band 71, 4. Januar 2020, S. 221–249, doi:10.1146/annurev-psych-010418-103429 (englisch).
- Sabine Kastner, Ian C. Fiebelkorn, Manoj K. Eradath: Dynamic pulvino-cortical interactions in the primate attention network. In: Current Opinion in Neurobiology. Band 65, Dezember 2020, S. 10–19, doi:10.1016/j.conb.2020.08.002 (englisch).
- Raposo I, Fiebelkorn IC, Lin JJ, Parvizi J, Kastner S, Knight RT et al. (2025): Human attention-guided visual perception is governed by rhythmic oscillations and aperiodic timescales. PLoS Biol 23(6): e3003232. https://doi.org/10.1371/journal.pbio.3003232.

## Auszeichnungen
- Young Investigator Award der Cognitive Neuroscience Society (2005)[1]
- Fellow der American Psychological Society (2010)
- Award for Education in Neuroscience from the Society for Neuroscience (2019)[2]
- Mitglied der Society for Experimental Psychology (2020)
- Mitglied der Deutschen Akademie der Naturforscher Leopoldina (2021)
- Mitglied der American Academy of Arts and Sciences (2022)
- Korrespondierendes Mitglied der Deutschen Gesellschaft für Klinische Neurophysiologie und Funktionelle Bildgebung (2023)[3]
- George A. Miller Prize in Cognitive Neuroscience der Cognitive Neuroscience Society (2023)[4][5]
- Golden Brain Award (2024)